# Бородиновка (Челябінська область)
Бородиновка (рос. Бородиновка) — село у Варненському районі Челябінської області Російської Федерації.
Входить до складу муніципального утворення Бородиновське сільське поселення. Населення становить 1444 особи (2017).

## Історія
Від 27 лютого 1927 року належить до Варненського району, спочатку у складі Троїцького округу Уральської області, а відтак — Челябінської області.
Згідно із законом від 9 липня 2004 року органом місцевого самоврядування є Бородиновське сільське поселення.

## Населення
| 2002  | 2010  | 2011  | 2012  | 2013  | 2014  | 2015  |
| ----- | ----- | ----- | ----- | ----- | ----- | ----- |
| 1628  | ↘1555 | ↘1552 | ↘1522 | ↘1492 | ↘1476 | ↘1465 |
| 2016  | 2017  |       |       |       |       |       |
| ↘1459 | ↘1444 |       |       |       |       |       |